# Gelatina
A gelatina é uma mistura de poli e oligopeptídios derivados da hidrólise parcial do colágeno, em que as ligações moleculares naturais entre fibras separadas de colágeno são quebradas, permitindo o seu rearranjo. A gelatina funde com o calor e solidifica quando o calor cessa. Misturada com água a gelatina forma uma solução coloidal. É uma substância translúcida, incolor ou amarelada, praticamente insípida e inodora, que se pode obter fervendo certos produtos animais, como ossos, pele e outras partes com tecido conectivo. É muito utilizada em alimentos e medicina e como estabilizante ou espessante.

## Utilizações industriais

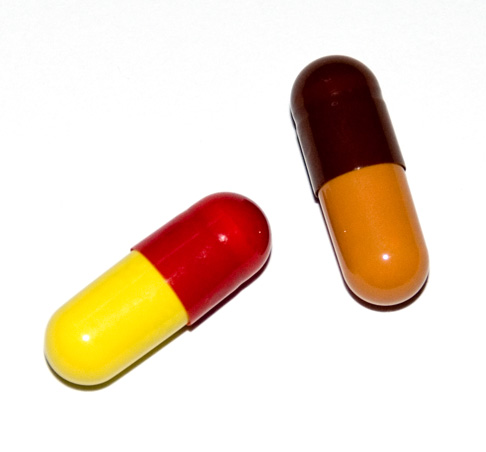
Cápsulas feitas de gelatina.

Algumas utilizações industriais da gelatina incluem:
- A cobertura das cápsulas de produtos farmacêuticos (cápsulas de remédios);[1][2][3]
- A emulsão fotográfica (apesar de se terem tentado outros produtos sintéticos, ainda não foi encontrado um substituto com a estabilidade e baixo preço da gelatina);
- No fabrico de cabeças de fósforos e de lixa;
- Alguns cosméticos contêm uma variedade de gelatina que não gelifica.

## Tipos de gelatinas
Em alternativa à gelatina de origem animal, existem gelatinas vegetais, à base de polissacarídeos extraídos de algas. 
O ágar-ágar é a forma mais simples de venda destas gelatinas e pode ser preparado com sumos de fruta, resultando numa gelatina parecida com as de supermercado. Mas existem gelatinas de supermercado, algumas com base em ágar-ágar, outras com base em carragenina, que se preparam de forma idêntica às de origem animal, sem necessidade de adição de mais ingredientes.